# Famke Janssen
Famke Beumer Janssen (n. 5 noiembrie 1964, Amstelveen) este o actriță, regizor, scenarist și fost fotomodel de origine neerlandeză. Rolul care i-a adus faima a fost cel al lui Xenia Onatopp din filmul GoldenEye, jucat alături de Pierce Brosnan, urmând rolul Jean Grey/Phoenix in seria de filme X-Men (2000–2014), și Lenore Mills în Taken (2008), Taken 2 (2012) și Taken 3 (2015).
În 2008, a fost numită  Goodwill Ambassador pentru Integritate de către Națiunile Unite. A debutat ca regizor în anul 2011 cu filmul Bringing Up Bobby.

## Copilăria
Janssen s-a născut în Amstelveen, Nordul Olandei. Prenumele ei, Famke, înseamnă "fată" în limba nativă a provinciei Friesland. Are două surori, regizorul Antoinette Beumer și actrița Marjolein Beumer.Pe lângă limba maternă Janssen vorbește limba engleză și  limba franceză. Începuse de asemenea să învețe și limba germană. După absolvirea liceului, Janssen a urmat timp de un an cursurile de economie  ale Universității din Amsterdam, despre care a spus mai târziu că "a fost cea mai proastă idee pe care am avut-o vreodată". La începuturile anilor '90 s-a înscris la Columbia University.

## Cariera
În anul 1984, Janssen s-a mutat în Statele Unite ale Americii pentru a-și începe cariera de fotomodel. A semnat un contract cu Elite Model Management și a lucrat pentru Yves Saint Laurent, Chanel, și Victoria's Secret. A apărut în anul 1988 în reclama pentru parfumul Exclamation by Coty, Inc.A fost adesea comparată cu Hedy Lamarr și cu alte staruri cinematografice ale anilor '40.
După ce și-a încheiat cariera de fotomodel, la începutul anilor '90, Janssen a apărut în diverse seriale TV, precum și întrun rol principal în anul 1992 în Star Trek: The Next Generation episodul "The Perfect Mate", alături de Patrick Stewart, cu care a jucat mai târziu în seria X-Men. În același an i s-a oferit rolul Jadzia Dax în Star Trek: Deep Space Nine, rol pe care l-a refuzat în vederea obținerii unor roluri mai importante. Primul ei rol întrun film a fost alături de Jeff Goldblum in filmul dramatic Fathers & Sons din 1992.
În 1995, Janssen a apărut în primul film James Bond a lui  Pierce Brosnan, GoldenEye, în rolul lui Xeniei Onatopp. A jucat și în Lord of Illusions cu Scott Bakula.  La sfârșitul anilor '90 a jucat în filme precum The Faculty, Rounders, Deep Rising, și House on Haunted Hill.
În 2000, Janssen a jucat rolul supereroinei Dr. Jean Grey in X-Men. A reluat același rol în X2 (2003) și din nou în X-Men: The Last Stand (2006) în acest ultim film din seria X-Men jucând rolul unei personalități alternative a lui Jean Grey,  Phoenix, rol pentru care a câștigat un premiu Saturn Award for Best Supporting Actress. A reluat rolul Jean Grey în filmul The Wolverine (2013).
În 2002, Janssen a obținut rolul lui Serleena în Men in Black II, pe care a trebuit să-l abandoneze din cauza unui deces în familie.
În plus, Janssen a avut un rol important în al doilea sezon al cunoscutului serial TV  Nip/Tuck, jucând rolul lui Avei Moore, rol care i-a adus premiul Hollywood Life's Breakthrough Artist of the Year.

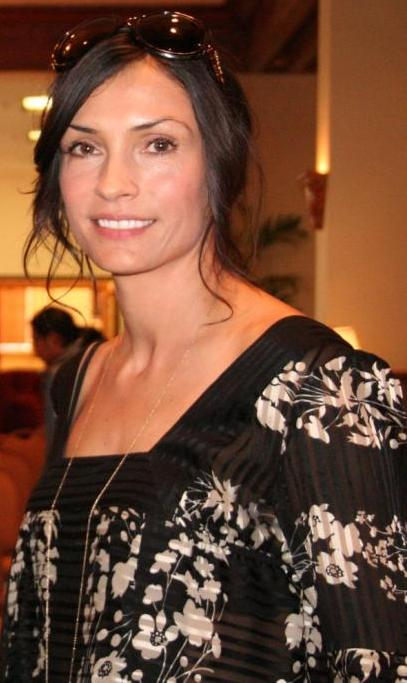
Janssen în Octombrie 2008

În 2007, a apărut în Turn the River, pentru care a primit premiul Special Recognition Best Actress la Hamptons International Film Festival.  În anul următor a jucat în filmul lui Luc Besson Taken. Janssen a continuat să lucreze și în televiziune, apărând în episoadele pilot ale serialelor TV Winters și  The Farm. Ambele seriale fiind anulate de către respectivele televiziuni. 
În 2011, Janssen a debutat ca regizor cu drama Bringing Up Bobby. Film pentru care a scris și scenariul. În rolurile principale apar Milla Jovovich, Bill Pullman, și Marcia Cross. A reluat rolul lui Lenore Mills în Taken 2 (2012) și a jucat rolul vrajitoarei Muriel în Hansel and Gretel: Witch Hunters (2013).
Janssen a mai jucat și în serialul Hemlock Grove (2013)unde interpretează rolul Oliviei Godfrey.

## Viața personală
Janssen a fost căsătorită cu regizorul și scriitorul Kip Williams, fiul arhitectului Tod Williams, din 1995 până în 2000.
Janssen a apărut cu câinele ei Licorice, un Boston Terrier, în 2007 la campania PETA pentru drepturile animalelor. Campania a avut sloganul "Fii un înger pentru animale" Pe 28 ianuarie 2008, a fost numită Goodwill Ambassador for Integrity pentru United Nations Office on Drugs and Crime la Națiunile Unite la o conferință anti-corupție ținută în Nusa Dua, Bali.

## Filmografie

### Film
| An   | Titlu                            | Rol                   | Note                       |
| ---- | -------------------------------- | --------------------- | -------------------------- |
| 1992 | Fathers & Sons                   | Kyle Christian        |                            |
| 1994 | Relentless IV: Ashes to Ashes    | Dr. Sara Lee Jaffee   |                            |
| 1995 | GoldenEye                        | Xenia Onatopp         |                            |
| 1995 | Lord of Illusions                | Dorothea Swann        |                            |
| 1996 | Dead Girl                        | Treasure              |                            |
| 1997 | City of Industry                 | Rachel Montana        |                            |
| 1998 | Monument Ave.                    | Katy O'Connor         |                            |
| 1998 | The Gingerbread Man              | Leeanne Magruder      |                            |
| 1998 | Deep Rising                      | Trillian St. James    |                            |
| 1998 | RPM                              | Claudia Haggs         |                            |
| 1998 | Rounders                         | Petra                 |                            |
| 1998 | Celebrity                        | Bonnie                |                            |
| 1998 | The Adventures of Sebastian Cole | Fiona                 |                            |
| 1998 | The Faculty                      | Miss Elizabeth Burke  |                            |
| 1999 | House on Haunted Hill            | Evelyn Stockard-Price |                            |
| 2000 | Love & Sex                       | Kate Welles           |                            |
| 2000 | Circus                           | Lily Garfield         |                            |
| 2000 | X-Men                            | Jean Grey             |                            |
| 2001 | Made                             | Jessica               |                            |
| 2001 | Don't Say a Word                 | Agatha "Aggie" Conrad |                            |
| 2002 | I Spy                            | Rachel Wright         |                            |
| 2003 | X2                               | Jean Grey             |                            |
| 2004 | Eulogy                           | Judy Arnolds          |                            |
| 2005 | Hide and Seek                    | Dr. Katherine Carson  |                            |
| 2006 | X-Men: The Last Stand            | Jean Grey/Phoenix     |                            |
| 2006 | The Treatment                    | Allegra Marshall      |                            |
| 2007 | The Ten                          | Gretchen Reigert      |                            |
| 2007 | Turn the River                   | Kailey Sullivan       |                            |
| 2008 | The Wackness                     | Kristen Squires       |                            |
| 2008 | Taken                            | Lenore "Lenny" Mills  |                            |
| 2008 | 100 Feet                         | Marnie Watson         |                            |
| 2010 | The Chameleon                    | Jennifer Johnson      |                            |
| 2011 | Down the Shore                   | Mary Reed             |                            |
| 2011 | Bringing Up Bobby                |                       | Regizor, autor, producator |
| 2012 | Taken 2                          | Lenore "Lenny" Mills  |                            |
| 2013 | Hansel and Gretel: Witch Hunters | Muriel                |                            |
| 2013 | The Wolverine                    | Jean Grey             |                            |
| 2013 | In the Woods                     |                       |                            |
| 2014 | A Fighting Man                   | Diane Schuler         |                            |
| 2014 | Unity                            | Narator (voce)        | Documentar; post-producție |
| 2014 | X-Men: Days of Future Past       | Jean Grey             | Cameo                      |
| 2015 | Taken 3                          | Lenore "Lenny" Mills  |                            |

### Televiziune
| An           | Titlu                          | Rol               | Note                                     |
| ------------ | ------------------------------ | ----------------- | ---------------------------------------- |
| 1992         | Star Trek: The Next Generation | Kamala            | serial TV (1 episod: "The Perfect Mate") |
| 1994         | Melrose Place                  | Diane Adamson     | serial TV (1 episod: "Michael's Game")   |
| 1994         | Model by Day                   | Lex/Lady X        | film TV                                  |
| 1994         | The Untouchables               | Cleo              | serial TV (1 episod: "Voyeur")           |
| 2000–2001    | Ally McBeal                    | Jamie             | serial TV (2 episoade)                   |
| 2004–2010    | Nip/Tuck                       | Ava Moore         | serial TV (15 episoade)                  |
| 2007         | Winters                        | Christie Winters  | film TV                                  |
| 2008         | Puppy Love                     | Maya              | serial TV                                |
| 2009         | The Farm                       | Valentina Galindo | film TV                                  |
| 2013–prezent | Hemlock Grove                  | Olivia Godfrey    | serial TV                                |
| 2014         | @midnight                      | Ea însăși         | Episodul din 16 iulie 2014; invitat      |

## Premii și nominalizări
| Anul | Filmul                | Premiul                                                | Rezultat     |
| ---- | --------------------- | ------------------------------------------------------ | ------------ |
| 1996 | GoldenEye             | MTV Movie Award for Best Fight (cu Pierce Brosnan)     | Nominalizare |
| 2006 | X-Men: The Last Stand | Teen Choice Award for Choice Liplock (cu Hugh Jackman) | Nominalizare |
| 2007 | X-Men: The Last Stand | Saturn Award for Best Supporting Actress               | Câștigat     |

## Legături externe
- Famke Janssen la Internet Movie Database
- Famke Janssen la TCM Movie Database
- Famke Janssen la Allmovie
- Famke Janssen la Fashion Model Directory